# Swinstead
Swinstead – wieś w Anglii, w hrabstwie Lincolnshire. Leży 51 km na południe od Lincoln i 144 km na północ od Londynu.